# Pandemia de COVID-19 en Roraima
El primer caso de la pandemia de enfermedad por coronavirus en  Roraima, estado de Brasil, se confirmó el 21 de marzo de 2020. Al 9 de mayo de 2024 había 189.555 casos confirmados y 2202 fallecidos.

## Cronología

### Marzo
El 21 de marzo de 2020 el gobierno de Roraima confirmó los dos primeros casos de la enfermedad. Se trataba de una pareja de Boa Vista, que recientemente había regresado de un viaje a São Paulo. El estado fue el último en Brasil en presentar casos de COVID-19.

### Abril
El 3 de abril el estado registra la primera muerte por COVID-19. Se trataba de un hombre de 60 años que vivía en Boa Vista. No tenía ninguna enfermedad preexistente.

## Registro
Lista de municipios de Roraima con casos confirmados al 4 de mayo de 2024.
| Posición | Municipio    | N.º casos | N.º muertes |
| -------- | ------------ | --------- | ----------- |
| 1        | Boa Vista    | 143.803   | 1656        |
| 2        | Rorainópolis | 5065      | 75          |
| 3        | Pacaraima    | 3342      | 55          |